# 東蘇丹大草原
東蘇丹大草原是非洲中部的稀樹草原（Savanna），屬於非洲東西延伸的大草原帶的東半部，位於喀麥隆高地（Cameroon Highlands）以東，北面有撒哈拉沙漠和屬於薩赫勒地帶（Sahel belt）的合歡稀樹草原（Acacia savanna），南面有剛果的潮濕森林。這個熱帶生態區氣候炎熱乾燥，每年四月至十月是雨季，其餘時間是旱季。

## 地理與野生物種
東蘇丹大草原主要是平坦的土地，只有艾伯特湖和埃塞俄比亞西部地區的地勢多山。蘇丹南部的蘇德（Sudd）地區把東蘇丹大草原劃分為東西兩部分︰
- 西部地區包括喀麥隆、乍得最南端、中非共和國北部和蘇丹東南部。
- 東部地區從烏干達北部延伸，直至蘇丹與埃塞俄比亞接壤邊境地區，東界為埃塞俄比亞高原（Ethiopian Highlands），南面是烏干達的森林草原。

草原動物有普通非洲象（Loxodonta africana）、非洲野狗（Lycaon pictus）、獵豹（Acinonyx jubatus）、豹（Panthera pardus）、獅子（Panthera leo）和大羚羊（Taurotragus derbianus）等瀕危物種。草原有大片欖仁樹（Terminalia）、草本植物和灌木包括風車子（Combretum）和象草香蒲（Pennisetum purpureum），並發現超過1,000種特有植物品種。

## 威脅與保育
草原人口的季節種植和牧業生活方式導致過度放牧、過度砍伐樹木作木柴或木炭和引起火災，大幅減少林地面積。相對於人口更稠密的西蘇丹大草原，保護區外的大片棲息地仍受保存未受破壞。偷獵是另一個問題，原產當地的黑犀牛（Diceros bicornis）和北白犀（Ceratotherium simum cottoni）因過度狩獵而絕跡於生態區。
草原地區邊緣區域屬於喀麥隆和埃塞俄比亞的國家公園和其他保護區的範圍，大部分保護區因資金嚴重不足難以發展野生動物為基礎的旅遊業。

## 外部連結
- 東蘇丹大草原 （页面存档备份，存于）